# Malcolm Hill
Malcolm Hill (Missouri, 26 de outubro de 1995) é um jogador norte-americano de basquete profissional que atualmente joga no Chicago Bulls da National Basketball Association (NBA) e no Windy City Bulls da G-League.
Ele jogou basquete universitário na Universidade de Illinois e passou por clube das Filipinas, Alemanha e Cazaquistão antes de voltar pros EUA e ir jogar no Atlanta Hawks da NBA.

## Carreira no ensino médio
Após sua terceira temporada, na qual ele teve média de 23,8 pontos, Hill se comprometeu verbalmente com Illinois e com o ex-técnico Bruce Weber em 12 de setembro de 2011.
Durante sua última temporada, Hill quebrou sua marca de pontuação em uma única temporada que ele estabeleceu durante sua terceira temporada, aumentando seu total de pontos de 666 pontos para 708 pontos. Ele teve médias de 25,3 pontos, 6,1 rebotes, 2,3 roubos de bola e 1,9 bloqueios durante seu último ano em Belleville. Ele terminou em terceiro lugar na votação do Mr. Basketball de Illinois, terminando atrás de Jabari Parker de Simeon e Jahlil Okafor de Whitney Young.
Depois que o treinador John Groce foi contratado em 29 de março de 2012, Hill reafirmou seu compromisso verbal com Illinois e assinou oficialmente sua Carta Nacional de Intenções em 14 de novembro de 2012.

## Carreira universitária
Hill fez sua primeira partida como titular, junto com o também calouro Kendrick Nunn, por Illinois em 9 de fevereiro de 2014 contra a Penn State. Ele marcou 11 pontos e ajudando a equipe a terminar uma sequência de 8 derrotas consecutivas.
Em sua terceira temporada, em uma derrota na prorrogação dupla para Penn State, Hill marcou 39 pontos. Essa marca foi a mais alta de Illinois desde que Brandon Paul marcou 43 pontos contra Ohio State em 2012 e a sétima maior marca de pontos marcados por um jogador da universidade. Após essa temporada, Hill se tornou o único jogador de Illinois a registrar 600 pontos, 200 rebotes e 100 assistências em uma única temporada. Ele foi convidado a participar do Portsmouth Invitational Tournament, que é realizado anualmente em Portsmouth, Virgínia, para mostrar os melhores veteranos do basquete universitário.
| Nome | Cidade Natal                            | Escola                     | Altura             | Peso           | Data                   |
| --- | --------------------------------------- | -------------------------- | ------------------ | -------------- | ---------------------- |
| Malcolm Hill SG | Belleville, Illinois                    | Belleville East (Illinois) | 6 ft 6 in (1.98 m) | 210 lb (95 kg) | 12 de Setembro de 2011 |
| Malcolm Hill SG | Recrutamento: Rivals: Scout: 247Sports: |                            |                    |                |                        |
| Rankings: Scout: 72, 17 (SG) \| Rivals: 62, 13 (SG) \| ESPN: 66, 16 (SG)                                                                                      |                                         |                            |                    |                |                        |
| - Nota: Em muitos casos, Scout, Rivals, 247Sports e ESPN podem entrar em conflito em suas listas de altura e peso, nestes casos, a média foi obtida. - Fonte: |                                         |                            |                    |                |                        |

## Carreira profissional

### Star Hotshots (2017)
Depois de não ser selecionado no Draft da NBA de 2017, Hill se juntou ao Oklahoma City Thunder para a Summer League de 2017 e em julho, ele assinou com o Star Hotshots da Philippine Basketball Association e teve médias de 26 pontos, 11,7 rebotes e 3 assistências.

### Telekom Baskets Bonn (2017–2018)
Em setembro de 2017, Hill assinou com a Telekom Baskets Bonn da Bundesliga.

### MHP Riesen Ludwigsburg (2018–2019)
Após sua primeira temporada na Alemanha, Hill se juntou ao Utah Jazz para a Summer League de 2018 e em outubro de 2018, ele assinou com o Riesen Ludwigsburg para a temporada de 2018-19 da Bundesliga.

### BC Astana (2019–2020)
Em 16 de agosto de 2019, Hill assinou com o Astana PBC do Cazaquistão e teve médias de 20,2 pontos, 4 rebotes e 3,6 assistências.
Hill se juntou à House of 'Paign, uma equipe composta principalmente por ex-alunos de Illinois no The Basketball Tournament de 2020. Ele registrou 14 pontos e quatro rebotes na vitória por 76-53 sobre o War Tampa na primeira rodada.

### Hapoel Jerusalém (2020–2021)
Em 17 de agosto de 2020, Hill assinou com o Hapoel Jerusalem da Ligat HaAl e da Liga dos Campeões da FIBA.

### Birmingham Squadron (2021)
Em 9 de outubro de 2021, Hill assinou com o New Orleans Pelicans. No entanto, ele foi dispensado antes do início da temporada. Em 25 de outubro, ele assinou com o Birmingham Squadron como jogador afiliado. Em 14 jogos, ele teve médias de 16,9 pontos, 6,1 rebotes, 1,5 assistências e 1,6 roubos de bola em 31,6 minutos.

### Atlanta Hawks (2021)
Em 22 de dezembro de 2021, Hill assinou um contrato de 10 dias com o Atlanta Hawks. Em suas 3 jogos, ele teve médias de 5,7 pontos, 2 rebotes e 0,3 assistências em 15,3 minutos.

### Chicago Bulls (2022–Presente)
Em 14 de janeiro de 2022, Hill assinou um contrato de 10 dias com o Chicago Bulls. Em 19 de janeiro, ele assinou um contrato de duas vias.

## Estatísticas da carreira

### NBA

#### Temporada regular
| Ano      | Equipe   | PJ | PT | MPJ  | AP   | 3P   | LL    | RT  | AS | BR  | TO | PPJ |
| -------- | -------- | -- | -- | ---- | ---- | ---- | ----- | --- | -- | --- | -- | --- |
| 2021–22  | Atlanta  | 3  | 0  | 15.3 | .625 | .600 | 1.000 | 2.0 | .3 | 1.3 | .3 | 5.7 |
| 2021–22  | Chicago  | 16 | 0  | 10.4 | .432 | .323 | .700  | 1.8 | .4 | .2  | .1 | 3.4 |
| Carreira | Carreira | 19 | 0  | 12.8 | .528 | .461 | .850  | 1.9 | .3 | .7  | .2 | 4.5 |

### Universitário
| Ano      | Equipe   | PJ  | PT  | MPJ  | AP   | 3P   | LL   | RT  | AS  | BR  | TO | PPJ  |
| -------- | -------- | --- | --- | ---- | ---- | ---- | ---- | --- | --- | --- | -- | ---- |
| 2013–14  | Illinois | 35  | 12  | 14.1 | .383 | .341 | .770 | 2.4 | .7  | .3  | .1 | 4.4  |
| 2014–15  | Illinois | 33  | 32  | 30.6 | .443 | .389 | .781 | 4.8 | 1.3 | .8  | .2 | 14.4 |
| 2015–16  | Illinois | 34  | 34  | 35.1 | .436 | .314 | .821 | 6.6 | 3.3 | 1.2 | .4 | 18.1 |
| 2016–17  | Illinois | 35  | 35  | 33.3 | .434 | .355 | .784 | 5.1 | 2.9 | 1.2 | .4 | 17.2 |
| Carreira | Carreira | 137 | 113 | 28.2 | .424 | .349 | .788 | 4.7 | 2.0 | .8  | .2 | 13.5 |

Fonte:

## Carreira internacional
Em junho de 2015, Hill estava entre os 22 jogadores que ganharam um convite para o campo de treinamento da Seleção Americana que iria disputaram o Jogos Pan-Americanos de 2015 no Centro de Treinamento Olímpico dos Estados Unidos em Colorado Springs, Colorado. No entanto, Hill não foi selecionado para a lista final.

## Vida pessoal
Nascido em St. Louis, Missouri, Hill mudou-se com a família para um subúrbio de Belleville, Illinois, quando tinha quatro anos. Até a quinta série, Hill também jogou futebol e beisebol, mas optou por se concentrar no basquete. O pai de Hill, Malcolm, jogou basquete na Divisão II da NCAA por UMSL durante o início dos anos 1990.
Durante o verão de 2012, Hill foi diagnosticado com síndrome do desfiladeiro torácico e foi submetido a uma cirurgia para reparar o coágulo de sangue em seu braço direito. Hill levou vários meses para se recuperar da operação.